# Hollywood Academy of Performing Arts
El Hollywood Academy of Performing Arts (H.A.P.A) una academia internacional de actuación y escrituras de guiones fundada por el actor boliviano Reynaldo Pacheco. La misma opera en diferentes ciudades de Bolivia y de Estados Unidos y ofrece también clases en línea. El programa de actuación está basado en la técnica “El Arte De Pensar”.

## Origen
El Hollywood Academy of Performing Arts fue fundado en 2013 por el actor boliviano Reynaldo Pacheco quien tuvo el deseo de dar la posibilidad de acceder a una formación profesional en artes escénicas a todas aquellas personas sobre todo de los países con menos oportunidades. Es por eso que la academia abrió sus puertas en las ciudades de La Paz, Cochabamba y Santa Cruz en Bolivia ofreciendo el programa de actuación y siendo la base académica la ciudad de Los Ángeles en convenio con la Universidad de La Salle en Bolivia.
Posteriormente, la academia se extendió una nueva sede en Tarija, otra ciudad de Bolivia. Y más adelante, la academia abrió sus puertas en la ciudad de Los Ángeles, y llegó también a las ciudades de Miami y San Juan de Puerto Rico. Y, en 2017 H.A.P.A. inauguró sus programas en línea que incluyen clases de actuación, escritura de guiones cinematográficos y reducción de acento.

## Programas
El programa de actuación de H.A.P.A. está basado en la técnica “El Arte De Pensar”. Se imparten clases presenciales de actuación en las ciudades de La Paz, Cochabamba y Santa Cruz en Bolivia, y en Los Ángeles, California. Los programas en línea incluyen clases grupales o individuales de actuación, escritura de guiones cinematográficos y reducción de acento.